# Bergsjö församling
Bergsjö församling är en församling i Hälsinglands norra kontrakt i Uppsala stift. Församlingen ligger i Nordanstigs kommun i Gävleborgs län och utgör ett eget pastorat.

## Administrativ historik
Församlingen har medeltida ursprung.
Församlingen var under medeltiden moderförsamling i pastoratet Bergsjö och Hassela för att åtminstone från omkring 1500 till 1648 vara moderförsamling i pastoratet Bergsjö, Hassela och Gnarp. Från 1648 till 1864 var församlingen åter moderförsamling i pastoratet Bergsjö och Hassela för att från 1864 till 1977 utgöra ett eget pastorat. Från 1977 till 2014 var den moderförsamling i pastoratet Bergsjö och Ilsbo, som senare, senast 1998, utökades med Hassela församling. År 2014 införlivades Ilsbo och Hassela församlingar och församlingen utgör sedan dess ett eget pastorat.

## Kyrkor
- Bergsjö kyrka
- Trefaldighetskapellet